# Gaston Pierre de Lévis-Mirepoix
Charles-Pierre-Gaston François de Lévis, duc de Lévis-Mirepoix (1699-1757), maréchal de France (1757) y embajador de Luis XV fue un miembro de la casa que se estableció en Languedoc como seigneur de la ciudad de Mirepoix, en el Ariège.
El chef de cuisine del duque de Lévis-Mirepoix estableció un caldo a base de tres verduras salteadas que hoy en día es la base del "'mirepoix' conocido por su patrón. Se desconoce el nombre del cocinero. 
- Datos: Q671252
- Multimedia: Gaston Pierre de Lévis-Mirepoix / Q671252